# Vilhelm Lunding
Hans Mathias Vilhelm Lunding (28. april 1807 i København – 20. januar 1853 sammesteds) var en dansk statssekretær. 
Vilhelm Lunding, en halvbroder til Conrad Mathias og Christian Lunding (moderen var Frederikke Christine, født Petersen), blev født efter faderens død. Han dimitteredes 1824 privat til universitetet, tog 1829 juridisk eksamen og gjorde 1831 en udenlandsrejse til Tyskland, Frankrig og Schweiz. 
Lunding ansattes 1832 som auditør ved fynske infanteriregiment i Fredericia, 1838 udnævntes han til overauditør. I Fredericia trådte han i personlig forbindelse med prins Frederik, der var regimentets kommandør. 
Efter Frederik VI's død blev Lunding 1839 kabinetssekretær hos kronprinsen. Han ledsagede denne 1844 på togtet til Skotland og Færøerne. Lunding ansattes 1848 som statssekretær, i hvilken egenskab han førte protokollen over forhandlingerne i statsrådet. 
I 1852 blev han tillige chef for kongens kabinetssekretariat. Lunding fik 1840 titelen justitsråd, 1847 etatsråd, og 1849 blev han kammerherre. Han dekoreredes 1851 med Danebrogsordenens kommandørkors. 